# Леман, Эдуард Александрович
Эдуард Александрович Леман (14 [26] февраля 1849, Курляндская губерния – 10 марта 1919, Казань) — русский фармаколог, профессор Томского университета.

## Биография
Родился 14 (26) февраля 1849 года в Курляндской губернии в лютеранской семье балтийских немцев. Его отец был кистером и органистом.
Эдуард Леман учился в рижской гимназии, но вынужден был оставить учёбу и поступил в аптеку для практического изучения фармации. В 1871 году поступил в Фармацевтический институт при Дерптском университете. В 1873 году окончил его с отличием, получив золотую медаль за сочинение на заданную тему и степень провизора. Его преподавателями в институте были Г. Драгендорф, М. Вилькомм, А. Шмидт. В 1874 году Леман получил в институте степень магистра фармации, защитив диссертацию: «Ueber das Amygdalin in den Fruchtkernen der Kirschen, Pflaumen, Pfirsiche und Aepfel und über den blausäureliefernden Bestandtheil der Faulbaumrinde und der Kirschlorbeerblätter» («Pharmac. Zeitschr. f. Russland», 1874).
В 1875 году был избран штатным доцентом фармации и фармакогнозии Казанского ветеринарного института. Позднее работал секретарём совета и заведующим библиотекой. Неоднократно исполнял обязанности директора Казанского ветеринарного института. С научной целью совершил несколько поездок за границу. В 1884 году в звании приват-доцента начал читать курс аналитической химии в Казанском университете. В 1888 году назначен в Томский университет экстраординарным, а с 1890 года — ординарным профессором по кафедре фармации и фармакогнозии.
В 1890–1894 входил в правление Томского университета, с 1896 года был членом хозяйственного клинического совета Томского университета. В 1893 году стал заведующим клинической аптекой. В 1889 году стал членом-учредителем Общества естествоиспытателей и врачей при университете, являлся его казначеем в 1889—1895 годах. Вместе с П. В. Буржинским выделил из коры обвойника греческого гликозид периплоцин и его агликон периплогенин, исследовал их фармакологические свойства. Написал ряд публикаций, посвящённых анализу питьевой воды в Томске и Томской губернии. В 1895 году выпустил монографию о флоре Прибалтики.
Был произведён в чин статского советника. В 1901 году оставил службу в Томском университете и переехал в Казань. Был избран почётным членом Российского фармакологического общества.
Умер в Казани 10 марта 1919 года.

## Награды
- орден Святого Станислава 3-й степени (1881)
- орден Святой Анны 3-й степени (1884)
- орден Святого Станислава 2-й степени (1888)
- орден Святой Анны 2-й степени (1893)
- орден Святого Владимира 4-й степени (1898)

- Медаль «В память царствования императора Александра III»

## Семья
Женился 7 августа 1877 года на дочери арендатора имения Лилии-Адельгейде Карловне Ассотен (Горст?). У них было пятеро детей: Эдуард (11.02.1880— ?), Елизавета (14.06.1881—?), Александр (04.08.1882—?), Виктор (08.02.1884—?), Максимилиан (20.05.1886—?).
Род был внесён в 3-ю часть дворянской родословной книги Казанской губернии по определению Казанского дворянского депутатского собрания от 15 декабря 1899 года; утвержден указом Герольдии от 23.10.1900.